# Линдзи Джакобелис
Линдзи Джакобелис (на английски: Lindsey Jacobellis) е американска сноубордистка, сред най-успешните състезателки в дисциплината бордъркрос.
Спечелила е общо 4 златни медала от световни пърсвенства по бордъркрос - през 2005, 2007, 2011 и 2015 година. На зимните олимпийски игри в Торино през 2006 година печели сребърен медал.
Освен това е осемкратен шампион в бордъркроса на Winter X Games и бронзов медалист в дисциплината слоупстайл през 2003 година.
Освен в бордъркроса, който е основната ѝ дсициплина, Джакобелис се е състезавала и в халфпайп и слоупстайл.